# Trichosalpingus
Trichosalpingus es un género de coleóptero de la familia Mycteridae.

## Especies
Las especies de este género son:
- Trichosalpingus brunneus Blackburn, 1891
- Trichosalpingus fumatus (Champion, 1895)
- Trichosalpingus gracilicornis (Pic, 1927)
- Trichosalpingus lateralis Lea, 1895
- Trichosalpingus laticollis Lea, 1920
- Trichosalpingus longicollis Lea, 1920
- Trichosalpingus major Lea, 1925
- Trichosalpingus niger Lea, 1920
- Trichosalpingus obscurus Blackburn, 1893
- Trichosalpingus ornatus Lea, 1895
- Trichosalpingus pallipes Lea, 1895
- Trichosalpingus planatus Champion, 1916
- Trichosalpingus quadrinotatus Champion, 1916
- Trichosalpingus variabilis Lea, 1917